# Guy Fau
Guy Fau (23 giugno 1909 – 1º giugno 2000) è stato uno scrittore francese.

## Biografia
Guy Fau è stato per molti anni giudice di pace a Valence. All'attività professionale di giudice ha aggiunto quella di saggista, scrivendo libri di diritto, storia e religione. In campo religioso è stato un sostenitore della teoria del mito di Gesù.
Oltre ai numerosi saggi Fau ha scritto tre romanzi, due polizieschi e un romanzo psicologico.

## Libri pubblicati

### Saggi di storia e religione
- Le Génie de Mozart, Paris, Cahiers rationalistes, n° 195, mars-avril 1961
- L’Apocalypse de Jean, Paris, Cercle Ernest-Renan, Cahiers du Cercle Ernest-Renan, n° 36, 1962
- L’Enfant et la Musique, Paris, Cercle parisien de la Ligue française de l’enseignement, Cahiers laïques, n° 93, 1966
- La Divinisation des petits-fils d’Auguste, Paris, Cercle Ernest-Renan, Cahiers du Cercle Ernest-Renan, n° 59, 1968
- Le Puzzle des Évangiles, Paris, SER , 1970
- L’Apôtre Paul, Juif ou citoyen romain ?, Paris, Cercle Ernest-Renan, Cahiers du Cercle Ernest-Renan, n° 69, 1971
- L’Évolution récente des dogmes catholiques, Paris, Cercle Ernest-Renan, Cahiers du Cercle Ernest-Renan, n° 75, 1972
- L’Affaire des Templiers, Paris, Édition Le Pavillon, 1972
- Mythisme et historicisme – 1. Le Mythe et l’Histoire, Paris, Cercle Ernest-Renan, Cahiers du Cercle Ernest-Renan, n° 75, 1973
- Mythisme et historicisme – 2. Jésus-Christ appartient-il au mythe ou à l’histoire des faits réels, Paris, Cercle Ernest-Renan, Cahiers du Cercle Ernest-Renan, n° 81, 1973
- De Priscillien aux Cathares, Paris, Cercle Ernest-Renan, Cahiers du Cercle Ernest-Renan, n° 84, 1974
- Justin et les Évangiles, Paris, Cercle Ernest-Renan, Cahiers du Cercle Ernest-Renan, n° 91, 1975
- Eusèbe de Césarée et son « Histoire de l’Église », Paris, Cercle Ernest-Renan, Cahiers du Cercle Ernest-Renan, n° 94, 1976
- L’Abolition de l’esclavage, gravures originales de Louis Lamarque dans le texte, Saint-Cloud, Éditions du Burin, coll. L’Humanité en marche, 1972
- Pourquoi écrit-on ?, Paris, Cercle parisien de la Ligue française de l’enseignement, Cahiers laïques, n° 147, 1975
- L’Émancipation féminine dans la Rome antique, Paris, Les Belles-Lettres, coll. Confluents n° 4, 1978
- Madame de Sévigné à Grignan, Grenoble, Dardelet, 1980
- Les Raisons de l’athéisme, Paris, Cercle Ernest-Renan, 1990
- L’Univers sans Dieu, Paris, Cercle Ernest-Renan, 1996
- 2000 ans d’histoire de Viviers, Ardèche, Viviers, G. Fau, 1998
- La Fable de Jésus-Christ, 1967 (3e édition revue et corrigée) aux Éditions de l'Union rationaliste
- Le Dossier juif, 1967, Éditions de l'Union rationaliste

### Saggi di filosofia
- Logique et philosophie des sciences, Paris, J. Vrin, 1953

### Saggi giuridici
- Petit Guide de l’aide à la construction, Cavaillon, Éditions Forcalquier, 1952
- La Réquisition des logements, Cavaillon, Éditions Forcalquier, 1960
- Guide pratique du gérant d’immeuble, Cavaillon, Éditions Forcalquier, 1960
- La Réparation aux immeubles, Cavaillon, Éditions Forcalquier, 1962
- L’Indexation des contrats, Cavaillon, Éditions Forcalquier, 1964

### Romanzi polizieschi
- Les Témoins superflus, Paris, Librairie des Champs-Élysées, Le Masque, n° 662, 1959
- Le Sourire de la Joconde, Paris, Librairie des Champs-Élysées, Le Masque, n° 739, 1961

### Romanzi non polizieschi
- Une fille sauvage, Paris, Éditions rationalistes, 1965

## Riferimenti
- Jacques Baudou, Jean-Jacques Schleret, Le Vrai Visage du Masque, Vol. I, Futuropolis, Parigi, 1984